# Célula mitral
Las células mitrales son neuronas que forman parte del sistema olfativo. Se localizan en el bulbo olfatorio del sistema nervioso central de los mamíferos. Reciben información de los axones de las neuronas olfatorias sensitivas y realizan sinapsis en el neuropilo de los glomérulos olfativos. Los axones de las células mitrales transmiten información a muchas áreas del encéfalo incluyendo la corteza piriforme, la corteza entorrinal y la amígdala. Las células mitrales reciben sinapsis excitatorias en sus dendritas  primarias procedentes de las neuronas sensitivas olfatorias y de células en penacho externas; además reciben señales inhibitorias desde células granulares en sus dendritas laterales o en el soma y desde células periglomerulares en el penacho dendrítico. Las células mitrales junto a las células en penacho son un relevo obligatorio por donde toda la información olfatoria de los nervios olfatorios ha de pasar. La información que sale de las células mitrales no es un reflejo pasivo de la información que reciben del nervio olfatorio. En ratones, cada célula mitral envía una sola dendrita primaria a un único glomérulo y recibe información en dicho glomérulo de una población de neuronas sensitivas olfatorias que expresan el mismo receptor olfatorio. Sin embargo la sensibilidad al olor de las 20-40 células mitrales que se conectan a cada glomérulo (llamadas células mitrales hermanas) no es idéntica a la curva de respuesta de las neuronas sensitivas e incluso difiere entre células mitrales hermanas. El tipo exacto de procesamiento que realizan las células mitrales con las señales que reciben es todavía controvertido. Una hipótesis prominente es la noción de que las células mitrales transforman la fuerza de la señal olfativa en un código sincronizado, donde la concentración del olor se codifica en la frecuencia de disparo de los potenciales de acción relativa al ciclo de olisqueo. Una segunda hipótesis, no necesariamente excluyente, es la idea de la descorrelación en el circuito del bulbo olfatorio, donde el bulbo olfatorio actuaría como un sistema dinámico cuya acción a lo largo del tiempo incrementaría alguna  medida abstracta de distancia entre representaciones de olores muy similares. El apoyo a la segunda hipótesis proviene principalmente de investigaciones en el pez zebra, donde las células mitrales y las células en penacho no pueden distinguirse.

## Morfología
Las células mitrales son un tipo de neuronas del bulbo olfatorio de los mamíferos que se distinguen por la posición de su soma en una fila ordenada en la capa de células mitrales del bulbo. Típicamente muestran una sola dendrita primaria que proyecta a un solo glomérulo de la capa glomerular; muestran además unas pocas dendritas laterales que proyectan lateralmente a la capa plexiforme externa. Las células mitrales están íntimamente relacionadas con el segundo tipo de células de proyección del bulbo: las células en penacho. En vertebrados inferiores las células mitrales y las células en penacho no pueden ser distinguidas por su morfología pero en mamíferos son substancialmente diferentes. Las células en penacho suelen tener múltiples dendritas primarias que inervan diferentes glomérulos y en ocasiones se denominan únicamente neuronas de proyección para indicar que son los principales elementos neurales que proyectan fuera del bulbo. La morfología de las células mitrales ha sido una ventaja en los primeros estudios  de procesamiento sináptico ya que es posible estimular independientemente el soma y la dendrita principal mediante electrodos convenientemente situados en diferentes capas del bulbo olfatorio.

## Procesamiento sináptico
Las células mitrales son una parte crucial en el microcircuito del bulbo olfatorio. Reciben información de al menos cuatro tipos celulares. Las neuronas sensitivas olfatorias, las neuronas periglomerulares, las células en penacho externas y las células granulares. Las sinapsis de las células en penacho externas y las neuronas sensitivas olfatorias son excitatorias mientras que las de células granulares y periglomerulares son inhibitorias. Además, las células mitrales hermanas están conectadas entre sí mediante uniones gap. Las sinapsis de células mitrales a granulares y mitrales a periglomerulares son sinapsis dendrodendríticas, en contraste con la típica sinapsis axodendrítica y fueron las primeras en describirse. El funcionamiento del microcircuito glomérular es un tema de intensa investigación. Algunos experimentos apuntan a la idea de que el microcircuito entre células mitrales, en penacho y periglomerulares ayuda a separar temporalmente la información de células mitrales y en penacho. Aparentemente las células en penacho reciben una fuerte inervación del nervio olfatorio, estas disparan sus potenciales de acción cerca del inicio de la inhalación y su frecuencia de disparo es relativamente insensible a la concentración; en cambio las células mitrales reciben poca inervación del nervio olfativo y una fuerte inhibición periglomerular, lo que retrasa su disparo con respecto a las células en penacho. Al aumentar la concentración de los olores estimulantes se facilita que las células mitrales escapen de la inhibición periglomerular. El rol de las dendritas laterales de las células mitrales y el circuito de las células granulares es incluso más incierta. Una posible hipótesis implica que el sistema estaría formando una representación dispersa que permitiría una separación efectiva de los patrones olfativos. El funcionamiento de este circuito está muy influenciado por la plasticidad neuronal a corto y largo plazo además de por la neurogénesis adulta de células granulares. Este circuito requiere que el animal esté despierto para tener una funcionalidad completa.

## Proyecciones
Las células en mitrales y en penacho proyectan a varias dianas en el encéfalo. Una de las más importantes es la corteza olfativa, donde la información de los olores puede ser integrada con otras informaciones provenientes de otras modalidades sensoriales y usada para dirigir el comportamiento. Las células en penacho proyectan principalmente al núcleo olfatorio anterior, un centro que compara la información entre las señales olfativas provenientes de los bulbos izquierdo y derecho. Las células mitrales proyectan también al tubérculo olfativo, donde la información química es integrada con información auditiva. Las células mitrales con información feromonal, que proviene principalmente del bulbo olfatorio accesorio trasladan información a la amígdala y el hipotálamo donde se dirigen comportamientos instintivos o innatos. Otro centro integrador es la corteza piriforme donde las células mitrales realizan proyecciones no topográficas a neuronas piramidales que integran la información de los glomérulos. A pesar de que la inervación de la corteza piriforme es en su mayoría aleatoria, las proyecciones al núcleo olfatorio anterior y a la amígdala retienen cierto orden topográfico. Finalmente, los axones de las células mitrales realizan conexiones dentro del bulbo con células granulares y, en el sistema olfativo del ratón, proyectan selectivamente a células granulares subyacentes al segundo glomérulo ipsilateral homotípico, es decir, que expresa el mismo receptor olfativo.